# Акулинин, Игорь Иванович
Игорь Иванович Акулинин (род. 31 августа 1965, Москва) — советский и российский хоккеист, нападающий.

## Биография
Воспитанник клуба «Москвич» Москва. Выпускник «Динамо» Москва. Дебютировал за клуб в чемпионате СССР 22 марта 1984 года, сыграл в этом году восемь матчей. Сезон 1984/85 завершал в клубе первой лиги «Динамо» Харьков. В сезоне 1985/86 провёл пять матчей за московский «Спартак». Шесть сезонов отыграл за «Динамо» / ХК «Рига». Играл в Европе за клубы «Фельдкирх» (Австрия, 1992), «Сьер» (Швейцария, 1992), «Варезе» (Италия, Альпенлига-1992/93), «Тилбург Трепперс» (1993/94) и «Эйндховен Кемпханен» (оба — Нидерланды, 1994/95), «Альбатрос де Брест» (Франция, 1995/96 — 1996/97), Ландсберг (Германия, 1999/2000). Выступал в низших лигах России за «Витязь» Подольск — Чехов (1997/98 — 1998/99, 2003/04), МГУ (2000/01 — 2001/02).
Серебряный призёр чемпионата СССР (1988). Чемпион Италии. Чемпион Нидерландов (1994). Обладатель Кубка Нидерландов (1994). Чемпион Франции (1996, 1997).
Тренер ДЮСШ «Витязь» Подольск. Начальник команды «Витязь-2» / «Русские витязи» (2004/05 — 2016/17), «Динамо» (Красногорск) (2020/21).